# Alison Mosshart
Alison Mosshart, également surnommée VV, est une musicienne et peintre américaine principalement connue pour être chanteuse et guitariste du groupe de rock The Kills.
Elle commence sa carrière en 1995 au sein du groupe punk floridien Discount, qui se sépare en 2000. Cette même année, le groupe The Kills naît de sa rencontre avec l'artiste britannique Jamie Hince.
Depuis mars 2009, elle est aussi chanteuse au sein du supergroupe The Dead Weather, auprès de Jack White, Dean Fertita et Jack Lawrence sous le nom de scène Baby Ruthless.
En 2020, elle se lance dans une carrière solo. 

## Biographie
Alison Mosshart est la fille de Mark, un concessionnaire de voitures d'occasion, et de Vivian, professeur d'arts plastiques, maintenant à la retraite. Mosshart a un frère cadet, Matthew.
Elle commence à chanter à l'âge de 13 ans au sein d'un groupe de punk formé avec des amis, qui s'appellera par la suite Discount.
Dès l'âge de 14 ans, elle part en tournée avec son groupe. C'est ainsi qu'elle rencontre Jamie Hince, en Angleterre.
Avant l'âge de 18 ans, Mosshart et son groupe auront joué aux États-Unis, au Japon et en Europe.
Ses influences musicales sont Velvet Underground, Sonic Youth, Patti Smith, Captain Beefheart ou encore Johnny Cash.

## The Kills
Avant de se rencontrer, Mosshart et Jamie Hince se sont entendus jouer de la musique réciproquement. Alison alors âgée de 17 ans rencontre Jamie durant une tournée européenne avec le groupe Discount, tous deux logeant dans le même appartement. Elle lui fait part de son envie d'écrire par elle-même, et qu'elle aimerait travailler avec lui. Jamie lui prête alors un enregistreur quatre bandes qu'elle emporte pour le reste de sa tournée. De retour en Floride, Alison transmet des enregistrements et des idées à Jamie, qui à l'époque vivait à Londres. Épuisée par cette correspondance, elle décide de s'installer à Londres. 
Après une période à vivre dans des squats au sud de Londres, Mosshart et Hince forment le groupe The Kills.
Les Kills se produisent pour la première fois sur scène le 14 février 2002, date tatouée sur la main gauche d'Alison.

## The Dead Weather

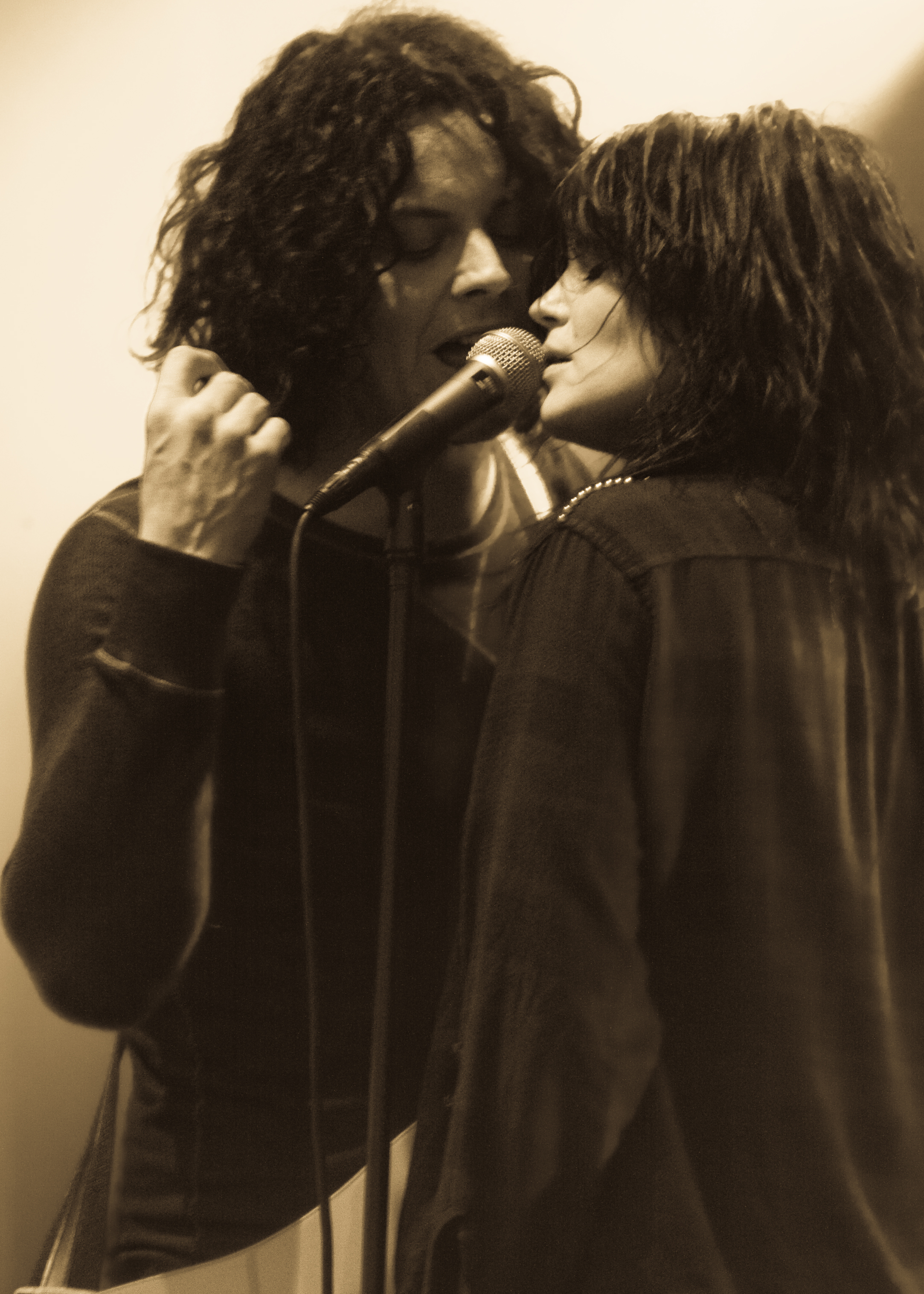
Jack White et Alison Mosshart

Alison est membre du supergroupe américain de rock alternatif / garage rock / blues rock  The Dead Weather, formé à Nashville en 2009. Elle chante aux côtés de  Jack White (de The White Stripes et des Raconteurs), de Dean Fertita (de Queens of the Stone Age), et de Jack Lawrence (des Raconteurs).

## Carrière solo
En 2020, elle sort son premier single intitulé Rise.

## Collaborations et autres projets
En 2005, Alison Mosshart prête sa voix au groupe français Dionysos pour le morceau Old Child.
En 2006, elle chante avec Placebo sur la chanson Meds, figurant sur l'album Meds.
La même année, elle participe à l'album Riot City Blues de Primal Scream.
En 2008, elle chante avec The Last Shadow Puppets en concert et interprète la chanson Paris Summer (reprise de Lee Hazlewood et Nancy Sinatra). La prestation live enregistrée a l'Olympia (Paris) est présente sur la version US du single My Mistakes Were Made For You.
En 2009, elle chante avec Alex Turner sur la chanson Fire and the Thud, de l'album Humbug des Arctic Monkeys.

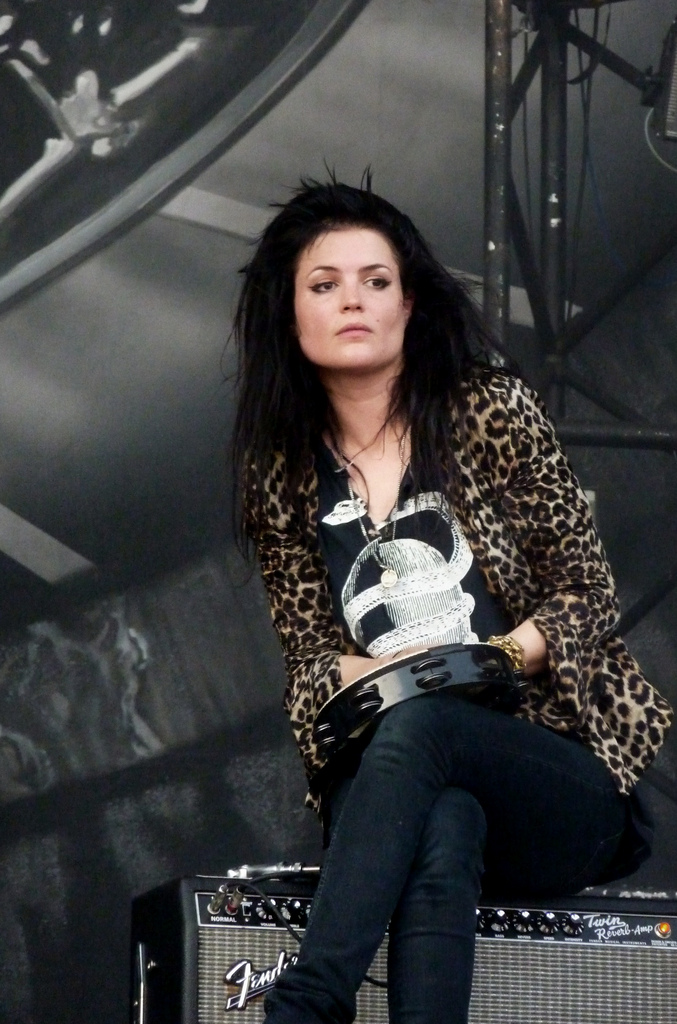
Alison Mosshart

En 2010, avec les Dead Weather, elle enregistre Rolling in on a Burning Tire pour la bande originale de Twilight, chapitre III : Hésitation.
En 2011, l'artiste interprète une chanson pour la bande originale du film Sucker Punch : Tomorrow Never Knows.
En 2011 et 2012, elle enregistre deux reprises avec les Forest Rangers : What A Wonderful World de Louis Armstrong et The Passenger d'Iggy Pop, ainsi que la chanson Blind Ride pour la bande son de la série télévisée Sons of Anarchy.
En 2013, elle collabore avec Cage the Elephant  sur la chanson It's Just Forever de l'album Melophobia et avec le groupe Hard Skin sur le titre The Gipsy Hill.
En 2014, elle prête sa voix aux morceaux Till The End Of The Night et Wild Love de  James Williamson (The Stooges).
Avec la participation d'Eric Arjes, elle enregistre Bad Blood pour la série télévisée The Walking Dead.
En 2015, elle se joint au groupe Gang Of Four pour la chanson England’s in My Bones et enregistre Trying to Believe You're Mine avec The Forest Rangers, toujours pour la bande son de Sons of Anarchy.
En 2016, elle reprend la chanson My Time's Coming du groupe The Punks pour la bande son de la série télévisée Vinyl.
En 2017, elle chante sur le titre La Dee Da des Foo Fighters. Elle revisite également avec le groupe Ghost la chanson He Is.
En 2019, Alison Mosshart chante sur le titre Hey Lover du groupe Mini Mansions, ainsi que sur le titre El Naufragio (Salvavidas) du groupe colombien Diamante Eléctrico.
En 2020, elle participe à la bande originale du film d'épouvante The Turning réalisé par Floria Sigismondi avec la chanson I Don't Know.
En 2023, elle compose le morceau Down By Law pour la série The Buccaneers.

### Vie privée
Depuis juin 2022, Alison Mosshart est en couple avec l'acteur britannique Damian Lewis.

## Discographie

### Avec Discount
- Ataxia's Alright Tonight, Liquid Meat/Far Out Records (1996)
- Half Fiction, Kat Records (1997)
- Crash Diagnostic, New American Dream (2000)

### Avec The Kills
- Black Rooster EP, Domino Records (2002)
- Keep on Your Mean Side, Domino Records (2003)
- No Wow, Domino Records (2005)
- Midnight Boom, Domino Records (2008)
- Blood Pressures, Domino Records (2011)
- Ash & Ice, Domino Records (2016)
- God Games, Domino Records (2023)

### Avec The Dead Weather
- Horehound, Third Man Records (2009)
- Sea of Cowards, Third Man Records (2010)
- Dodge and Burn,Third Man Records (2015)

### En Solo
- Sound Wheel,Third Man Records (2020)